# Ladislav Bačík
Ladislav Bačík (Piešťany, 24 luglio 1933 – Piešťany, 6 gennaio 2016) è stato un nuotatore e pallanuotista cecoslovacco.
Come nuotatore, ha partecipato ai Giochi di Helsinki 1952 e di Melbourne 1956, gareggiando in entrambe le occasioni, nei 100m dorso, ed ha disputato i Campionati Europei del 1954 e del 1958.
Come pallanuotista, è stato anche uno dei migliori giocatori, guidando la sua squadra, il Kúpeľov Piešťany a vincere il titolo nazionale cecoslovacco. Ha gareggiato ai Campionati europei di pallanuoto del 1966, dove è stato il secondo capocannoniere del torneo.